# Turgun Alimatov
Turgun Alimatov est un musicien traditionnel ouzbek, né à Tachkent le 20 janvier 1922 et mort le 17 décembre 2008 .
Il a reçu son apprentissage de son père et n'a jamais fréquenté une école de musique. Il a commencé sa carrière en 1939 à la radio. Il joue du tambûr, du dutâr et du satô, mais également du violon 
Ses fréquentes tournées internationales en ont fait la figure de proue de la musique ouzbèke.

## Discographie
- Turgun Alimatov 1 CD(s) - Musique d'Asie Centrale - Label : Ocora - Distributeur : Harmonia Mundi - Date de sortie : 01/1996